# Kot pri Veliki Slevici
Kot pri Veliki Slevici je naselje v Občini Velike Lašče.